# Гордієнко Іван Карпович
Гордієнко Іван Карпович (1923 – 1998) - радянський військовик часів Другої Світової війни.

## Життєпис
Народився 14 вересня 1923 в Кримській області с. Болгарські Каясти. До війни працював слюсарем у м. Кривому Розі. 
У складі 39-ї гвардійської стрілецької дивізії брав участь у звільненні Дніпропетровська, Запоріжжя, Одеси. Двічі поранений. Війну закінчив у Берліні.  Після війни подовжив службу у Радянській Армії. 
Після звільнення до запасу 28 липня 1961 році працював на автотранспортному підприємстві № 11201.
Помер 8 січня 1998 року.

## Нагороди та відзнаки
- 2 ордена Червоного Прапора
- орден Суворова ІІІ ступеня
- орден Кутузова ІІІ ступеня
- орден Вітчизняної війни  І ступеня
- орден Червоної Зірки
- медалі
- звання "Почесний громадянин м.Дніпропетровськ" (1995)